# جين كليفتون
جين كليفتون (بالإنجليزية: Jane Clifton)‏ (10 أبريل 1949، جبل طارق في المملكة المتحدة)؛ مغنية، ممثلة وروائية بريطانية-أسترالية.

## روابط خارجية
- جين كليفتون على موقع IMDb (الإنجليزية)
- جين كليفتون على موقع ديسكوغز (الإنجليزية)